# Băncești (okręg Suczawa)
Băncești – wieś w Rumunii, w okręgu Suczawa, w gminie Mușenița. W 2011 roku liczyła 116 mieszkańców. 